# Ducato di Ścinawa
Il Ducato di Ścinawa (in polacco: Księstwo ścinawskie, in tedesco: Herzogtum Steinau) fu uno dei ducati della Slesia di epoca medievale. Fu ricavato dal 1274 dal ducato di Głogów (Glogau) e più volte fu riunito e separato da esso così come ad altri ducati della Slesia. Nel 1675 divenne feudo nel possesso diretto della corona di Boemia. La capitale era la città di Ścinawa (Steinau) oggi nel Voivodato della Bassa Slesia, in Polonia.